# Pål Nils Nilsson
Pål Nils Nilsson, nato Inge Pål-Nils Nilsson (Roma, 7 luglio 1929 – Värmdö, 25 maggio 2002) è stato un fotografo svedese.

## Biografia
Figlio dello scultore Robert Nilsson (1894–1984) e della nota designer tessile Barbro Nilsson, nata Lundberg. Si sposarono nel 1928 e, grazie ad una borsa di studio triennale rilasciata agli artisti, vissero a Roma, dove nacque Pål Nils l'anno dopo. Rientrata in Svezia, la famiglia si stabilì a Stoccolma.
Pål-Nils, crescendo, si dedicò alla fotografia sia commerciale e pubblicitaria che a quella della pura documentazione paesaggistica e delle antichità svedesi, senza dimenticare di raccontare il popolo Sami: infatti, per circa Trent'anni, a partire dal 1950 circa, ha fotografato per la "Svenska turistföreningens årsskrif" (Associazione turistica svedese), dove ha mostrato il cambiamento e l'urbanizzazione del paesaggio del paese, rintracciabile nell'archivio topografico del "Riksantikvarieämbete" (Ufficio nazionale delle antichità). Tanto più importante se si pensa al grande numero di demolizioni e ricostruzioni che ha subito la città di Stoccolma che Nilsson ha documentato.
Nilsson sposò la fotografa Ingegärd Abenius (1931–2002), nata a Göteborg, nel 1954, dalla quale ha avuto due figli e da cui ha divorziato nel 1973.
Edward Steichen scelse una sua foto per la mostra internazionale The Family of Man, che venne inaugurata nel 1955 al Museum of Modern Art di New York, in seguito esibita in vari paesi del mondo e visitata da oltre nove milioni di persone, prima di trovare la sua sede definitiva ed essere esposta permanentemente, dopo un accurato restauro delle fotografie, al Castello di Clervaux in Lussemburgo. La sua foto, scattata con lunghi tempi di esposizione, mostra una ragazza che ascolta un pianista, rapita dalla musica, che suona in mezzo ad una folla che volteggia ad una festa di adulti. Peraltro, le immagini di Nilsson furono incluse in altre due mostre del MoMA: Postwar European Photography del 1953 e Photographs from the Museum Collection del 1959.
Nel 1958 fondò, assieme ad altri nove fotografi svedesi, tra i quali Hans Hammarskiöld (1925-2012), Hans Malmberg (1927-1977), Georg Oddner (1923-2007), Lennart Olson, alcuni dei quali furono anche registi di documentari, il collettivo Tio Fotografer (Dieci Fotografi) cui seguì dieci anni dopo la nascita dell'agenzia fotografica "TioFoto". Il lavoro fotografico del gruppo che si espresse in forme, paesi e discipline assai diverse tra di loro, fu però assai importante che fu oggetto di numerose pubblicazioni e di mostre dagli Stati Uniti presso il Museum of Modern Art alla Russia, passando per Parigi ed Arles, una selezione delle quali fu raccolto nella mostra presso la sede della Hasselblad nel 1998.
Le sue foto vengono conservate presso il Consiglio nazionale dei beni culturali di Svezia (in svedese: Riksantikvarieämbetet) che ha acquistato 300 000 immagini relative al paesaggio, alla natura, all'antiquariato e all'urbanizzazione mentre i suoi ritratti e altri materiali fotografici sono conservati presso la Biblioteca nazionale svedese.

## Pubblicazioni
- Sven Birger Fredrik Jansson, Pål Nils Nilsson, Svenska turistföreningen, Runstenar, Svenska turistföreningen, 1980 - ISBN 978-91-7156-015-5